# Leskovec (gmina Celje)
Leskovec – wieś w Słowenii, w gminie miejskiej Celje. W 2018 roku liczyła 203 mieszkańców. 